# Ophir Mensa
L'Ophir Mensa è una struttura geologica della superficie di Marte.